# Ebrima Sillah

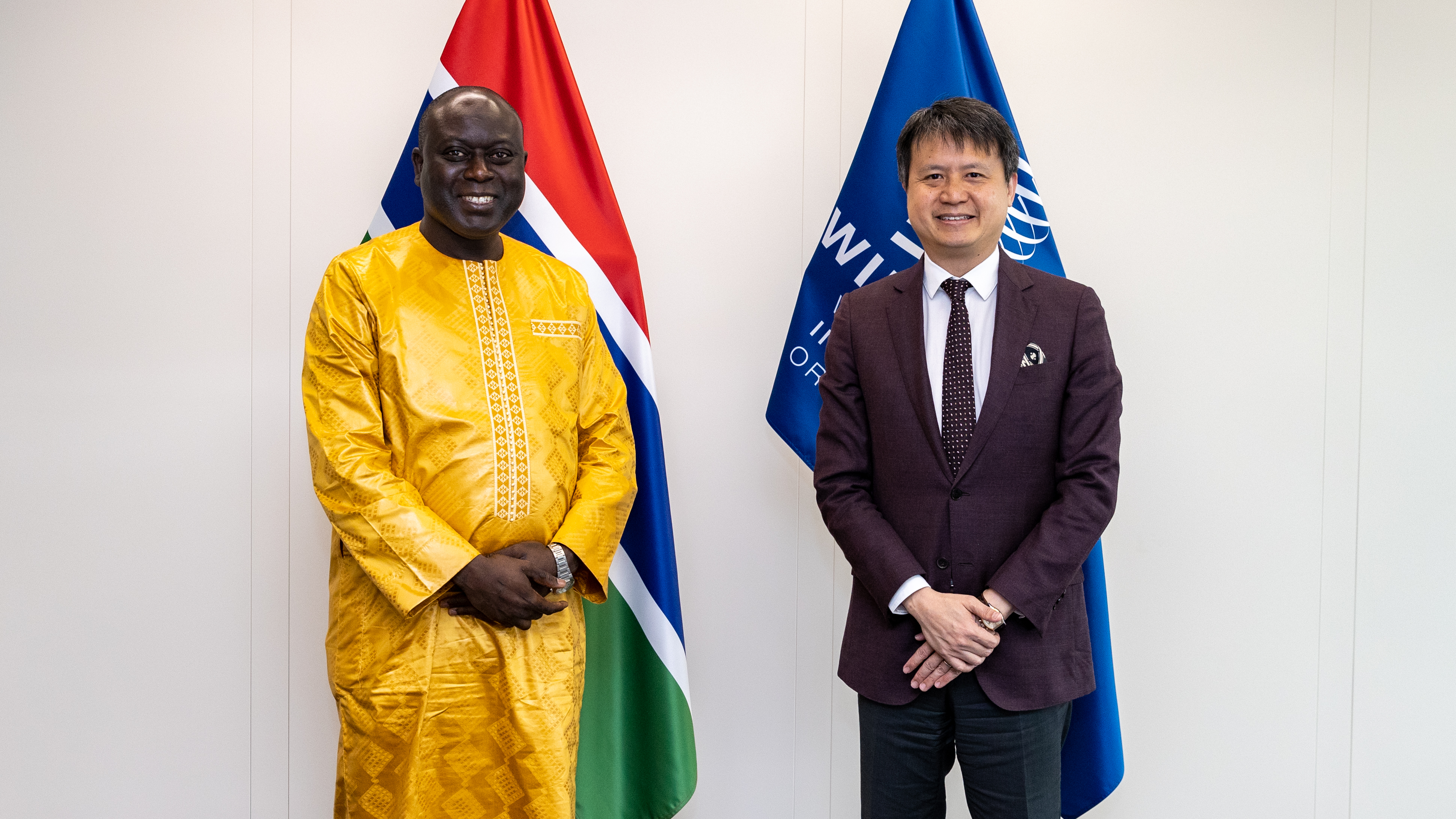
Ebrima Sillah mit Daren Tang (2022)

Ebrima Sillah (* 20. August im 20. Jahrhundert) ist ein gambischer Journalist. Seit Mai 2022 ist er Minister für Bauwesen, Verkehr und Infrastruktur im Kabinett Adama Barrow.

## Leben
Sillah, mit einem Master-Abschluss in Massenkommunikation, arbeitete als Korrespondent für die Tageszeitungen The Point, New Citizen, und den Radiosender Citizen FM. Weiter war er als Korrespondent der BBC in Gambia tätig. Nachdem er über eine Reihe von unerklärlichen Verschwinden und Vorwürfen der weitverbreiteten Folter von politischen Gefangenen berichtete, gab es einen Brandanschlag, bei dem sein Haus zerstört wurde. Die Täter waren mutmaßlich Agenten des Staatspräsidenten Yahya Jammeh. Im August 2004 floh Sillah nach Senegal und war dort für den Sender Al Jazeera und weitere Medienhäuser, darunter Radio- und Online-Dienste, tätig. Nachdem er eine Untersuchung über zwei gambische Staatsangehörige, die aus Dakar mutmaßlich verschleppt worden waren, verlangt hatte, solle es zwei Versuche gegeben haben, ihn nach Gambia zu verschleppen. Später lebte er einige Jahre in Nairobi.
Am 15. Februar 2017 wurde Sillah vom Präsidenten Adama Barrow zum Generaldirektor des staatlichen Senders Gambia Radio & Television Service (GRTS) ernannt und ersetzte in dieser Position Malick Jones. Er war beauftragt, den Sender zu reformieren.
Bei einer größeren Kabinettsumbildung am 29. Juni 2018 wurde er Minister für Information und Kommunikation (Minister of Information and Communication) im Kabinett Adama Barrow.
Mit Bildung des neuen Kabinetts am 4. Mai 2022 berief Barrow Sillah als Minister für Bauwesen, Verkehr und Infrastruktur (Minister of Works, Transport and Infrastructure). Er wurde beauftragt, das Ministerium für Kommunikation und digitale Wirtschaft zur vorübergehenden Betreuung, bis dort ein Nachfolger bestimmt ist. Dies erfolgte am 24. Juni 2024 mit der Ernennung von Ousman A. Bah zum Kommunikationsminister.